# Гриндавикюрбайр
Гриндавикюрбайр  (исл. Grindavíkurbær, исландское произношение: [ˈkrɪntaviːˌkʏrˌpaiːr̥]) — община на западе Исландии в регионе Сюдюрнес. Население общины составляет 3539 человек (2021), а территория 424,6 км².

## История
Община на этих землях существовала ещё со времён заселения Исландии. В ходе административно-терририториальной реформы короля Кристиана IX в 1892 году она получила статус сельской и название Гриндавикюрхреппюр (исл. Grindavíkurhreppur). В 1948 году часть земель на юге общины была передана общине Хабнарфьярдаркёйпстадир, образовав своего рода анклав.
Когда Гриндавик — единственное поселение на землях общины, получил статус города, то 22 апреля 1974 года сельская община Гриндавикюрхреппюр была преобразована в городскую общину Гриндавикюркёйпстадюр (исл. Grindavíkurkaupstaður). В ходе очередного этапа реформы исландских общин, в 2003 году община Гриндавикюркёйпстадюр была переименована в Гриндавикюрбайр.

## Характеристика
Земли общины Гриндавикюрбайр расположены в западной части полуострова Рейкьянес. В геологическом плане территория общины характеризуется высокой вулканической и геотермальной активностью.
Община Гриндавикюрбайр на западе граничит с землями общины Рейкьянесбайр, на севере с общинами Вогар и Хабнарфьярдаркёйпстадир (небольшой анклав этой общины расположен также в южной части Гриндавикюрбайр), на востоке с общиной Эльфюс.
Город Гриндавик является единственным населённым пунктом на территории общины.  На землях общины находится геотерамальный курорт Блауа-Лоунид, который является одним из самых популярных туристических направлений в Исландии. Основное занятие жителей общины — рыболовство, ловля омаров, обслуживание геотермальных электростанций и туристический сервис.
Начавшееся в марте 2021 года извержения вулкана Фаградальсфьядль, несмотря на многочисленные ограничения связанные с COVID-19, привлекло в общину значительное число туристов.

## Транспорт
На территории общины проходят дороги регионального значения Крисювикюрвегюр 42 и Гриндавикюрвегюр 43; дороги местного значения Несвегюр 425, Блауалоунсвегюр 426, Сюдюрстрандарвегюр 427 и Вигдисарвадлавегюр 428, а также небольшой участок дороги Рейкьянесвитавегюр 443, ведущей к популярным туристическим достопримечательностям — геотермальным источникам Гюннюхвер, маяку Рейкьянесвити и скалам с птичьими базарами.
Неподалёку от земель общины, на дороге Рейкьянесбрёйт 41, располагается международный аэропорт Кеблавика. В аэропорту две взлётно-посадочные полосы, площадь аэропорта составляет около 25 кв. км. Аэропорт обслуживает большую часть международных авиаперевозок Исландии.
Есть порт в Гриндавике, который считается одним из крупнейших в Исландии.

## Население
Источник: Mannfjöldi eftir kyni, aldri og sveitarfélögum 1998-2021 (исл.). hagstofa.is. Reykjavík: Hagstofa Íslands [Статистическая служба Исландии]. Дата обращения: 16 октября 2021.